# Petersonova olefinace
Petersonova olefinace (také nazývaná Petersonova reakce) je reakce α-silylkarboaniontů (1 na níže uvedeném obrázku) s aldehydy nebo ketony za vzniku β-hydroxysilanů (2) a následné eliminace na alken.
Bylo vydáno několik studií zabývajících se touto reakcí.

## Mechanismus
Petersonovu reakci lze použít na přípravu cis- i trans-alkenů ze stejného β-hydroxysilanu. Jeho reakcí s kyselinou vznikne jeden izomer alkenu a reakcí se zásadou opačný.

### Zásaditá eliminace
Reakcí zásady s β-hydroxysilanem (1) dojde k syn-eliminaci látky 2 nebo 3 za vzniku alkenu. Předpokládá se tvorba pentakoordinovaného meziproduktu 3, která však nebyla prokázána.
Nejrychleji reakce probíhá s draselnými alkoxidy, zatímco při použití sodných alkoxidů je obvykle potřeba reakční směs zahřívat. Hořečnaté alkoxidy reagují jen za extrémních podmínek. Pokles reaktivity v řadě K > Na >> Mg je v souladu s větší elektronovou hustotou na atomu kyslíku a tedy i větší nukleofilitou.

### Kyselá eliminace
Reakcí β-hydroxysilanu (1) s kyselinou dojde k protonaci a vzniku alkenu po anti-eliminaci.

### Vliv alkylových substituentů
Pokud α-silylový karbanion obsahuje pouze alkylové, vodíkové nebo elektrony dodávající substituenty, tak lze stereochemii produktů Petersonovy reakce ovládat, protože při nízké teplotě eliminace probíhá pomalu a β-hydroxysilanový meziprodukt lze izolovat.
Po izolaci se oddělí jednotlivé diastereomery β-hydroxysilanu. Jeden se nechá zreagovat s kyselinou a druhý se zásadou, což vede ke vzniku alkenu s požadovanou stereochemií.

### Substituenty snižující elektronovou hustotu
Jsou-li na α-silylový karbanion navázány elektronakceporní substituenty, tak vznikne přímo alken a β-hydroxysilan nelze izolovat. Tyto reakce probíhají v zásaditém prostředí.

## Obměny
Reakční podmínky kyselé eliminace jsou často nevhodné z hlediska toho, že kyselina také katalyzuje izomerizaci na dvojné vazbě. Eliminace za přítomnosti hydridu sodného nebo draselného také nelze provádět u reaktantů s určitými funkčními skupinami. Bylo zjištěno, že acylací silylkarbinolového meziproduktu acetylchloridem nebo thionylchloridem se tvoří β-silylový ester, který se při 25 °C samovolně eliminuje na výsledný alkan. Byla také vyvinuta metoda někdy zvaná Coreyova-Petersonova olefinace, při které se používají silylované iminy na přípravu α,β-nenasycených aldehydů z karbonylových sloučenin v jediném kroku.